# Jana della giungla
Jana della giungla (Jana of the Jungle) è una serie televisiva animata statunitense prodotta da Hanna-Barbera nel 1978. Creata dal fumettista Doug Wildey, andò in onda su NBC dal 9 settembre al 2 dicembre 1978 assieme a Godzilla all'interno del contenitore The Godzilla Power Hour (in seguito reintitolato The Godzilla Super 90).

## Trama
Jana è una ragazza tarzanide che vaga nelle foreste pluviali del Sud America per cercare di ritrovare suo padre (seppur non riuscendoci), scomparso anni addietro in un incidente in barca quando era ancora una bambina. Come aspetto ha dei lunghi capelli biondi, è vestita con una pelliccia animale ed indossa una collana donatale da suo padre che usa come arma da lancio; inoltre può emettere un grido (simile a quello di Tarzan) per chiamare a sé diversi tipi di animali.
Oltre ai suoi amici animali Ghost (un giaguaro bianco) e Tico (un opossum acquatico), Jana ha due amici umani: il dottor Ben Cooper, giovane biologo che prosegue l'opera di conservazione della riserva naturale avviata dal padre di Jana ed aiuta la ragazza nella ricerca di suo padre, e Montaro, che ha salvato Jana durante l'incidente in barca ed è il discendente di una perduta tribù guerriera dotata di un'arma sovrannaturale che può generare scosse di terremoto quando colpisce il suolo.
Nel corso della serie compaiono anche altri animali della giungla che Jana invoca in suo soccorso: il coccodrillo Croco, la scimmia Kachi, l'uccello Peechu, il pipistrello Nacto e il serpente Slithor.

## Episodi
| nº | Titolo originale              | Titolo italiano        | Prima TV USA      | Prima TV Italia  |
| -- | ----------------------------- | ---------------------- | ----------------- | ---------------- |
| 1  | The Golden Idol of the Gorgas |                        | 9 settembre 1978  |                  |
| 2  | Katuchi Danger                |                        | 16 settembre 1978 |                  |
| 3  | The Cordillera Volcano        |                        | 23 settembre 1978 |                  |
| 4  | The Animal Snatchers          |                        | 30 settembre 1978 |                  |
| 5  | The Renegade                  | Il puma bianco         | 7 ottobre 1978    |                  |
| 6  | Rogue Elephant                |                        | 14 ottobre 1978   |                  |
| 7  | The Prisoner                  |                        | 21 ottobre 1978   |                  |
| 8  | The Invaders                  | La grande diga         | 28 ottobre 1978   | 25 dicembre 1981 |
| 9  | Dangerous Cargo               | Un carico pericoloso   | 4 novembre 1978   |                  |
| 10 | The Sting of the Tarantula    |                        | 11 novembre 1978  |                  |
| 11 | Countdown                     | Il conto alla rovescia | 18 novembre 1978  |                  |
| 12 | Suspicion                     |                        | 25 novembre 1978  |                  |
| 13 | Race for Life                 |                        | 2 dicembre 1978   |                  |